# 함흥본궁
함흥본궁(咸興本宮)은 조선민주주의인민공화국 함경남도 함흥시 사포구역 소나무동(광복 당시 행정구역상 흥남시 궁서동)에 있는 궁궐로 북한의 보물급 문화재이다.
조선의 태조 이성계가 왕이 되기 전에 살던 집으로, 뒤에 왕이 된 방과(芳果:정종)와 방원(芳遠:태종)이 이곳에서 태어났다. 이성계가 왕이 된 다음 1392~1398년 사이 조상들이 살던 집터에 새로 지은 집으로, 이후 권좌를 물려주고 말년의 외로움과 울분을 달래던 곳이다. 이성계는 이곳에서 아들인 태종 방원이 보낸 사신들을 죽이거나 가두곤 했는데, '함흥차사'라는 말은 바로 여기에서 생긴 말이다.
이성계가 죽은 뒤에는 그의 4대조 조상들과 함께 제사를 지내는 사당으로 사용되었다. 이 건물은 당시 왕족의 주택구조와 양식의 일단을 보여주는데 임진왜란 때 전소되어 1610년에 개수하고 17세기 말경에 다시 지었으며, 6·25 전쟁 때 일부 파괴되었으나 여러 차례 보수하여 대부분 복구되었다. 현재 남아 있는 건물은 정전(正殿)과 이성계 조상들의 위패를 모셨던 이안전, 누각인 풍패루 등이다. 함흥본궁 안쪽의 중심건물인 정전은 크기가 정면 5칸에 총길이 15m, 옆면 3칸에 총길이 9.15m이다. 이곳엔 함흥역사박물관이 들어섰고, 신라 진흥왕순수비 2점과 창의 사비 등이 옮겨져 전시되고 있다. 또한 정원도 잘 꾸며져 있고 고목이 울창하게 우거져 있다.
풍패루(豊沛樓)는 주위환경과 잘 조화된 2층 다락집이다. 풍패루의 건물 정면 3칸에 총길이 9.3m, 옆면 2칸 총길이 6.9m. 2익공식 두공에 합각지붕을 얹었다. 풍패루 앞에는 넓은 연못이 있고 연못 속에는 작은 섬 하나를 만들어 놓았으며 주위에는 나무를 심어 그늘이 지게 하였다. 풍패루에서는 못 가운데 활짝 핀 연꽃을 보는 광경이 매우 훌륭하고, 잔잔한 연못 속에 풍패루의 2층 다락 그림자가 담긴 풍경이 아름답다.

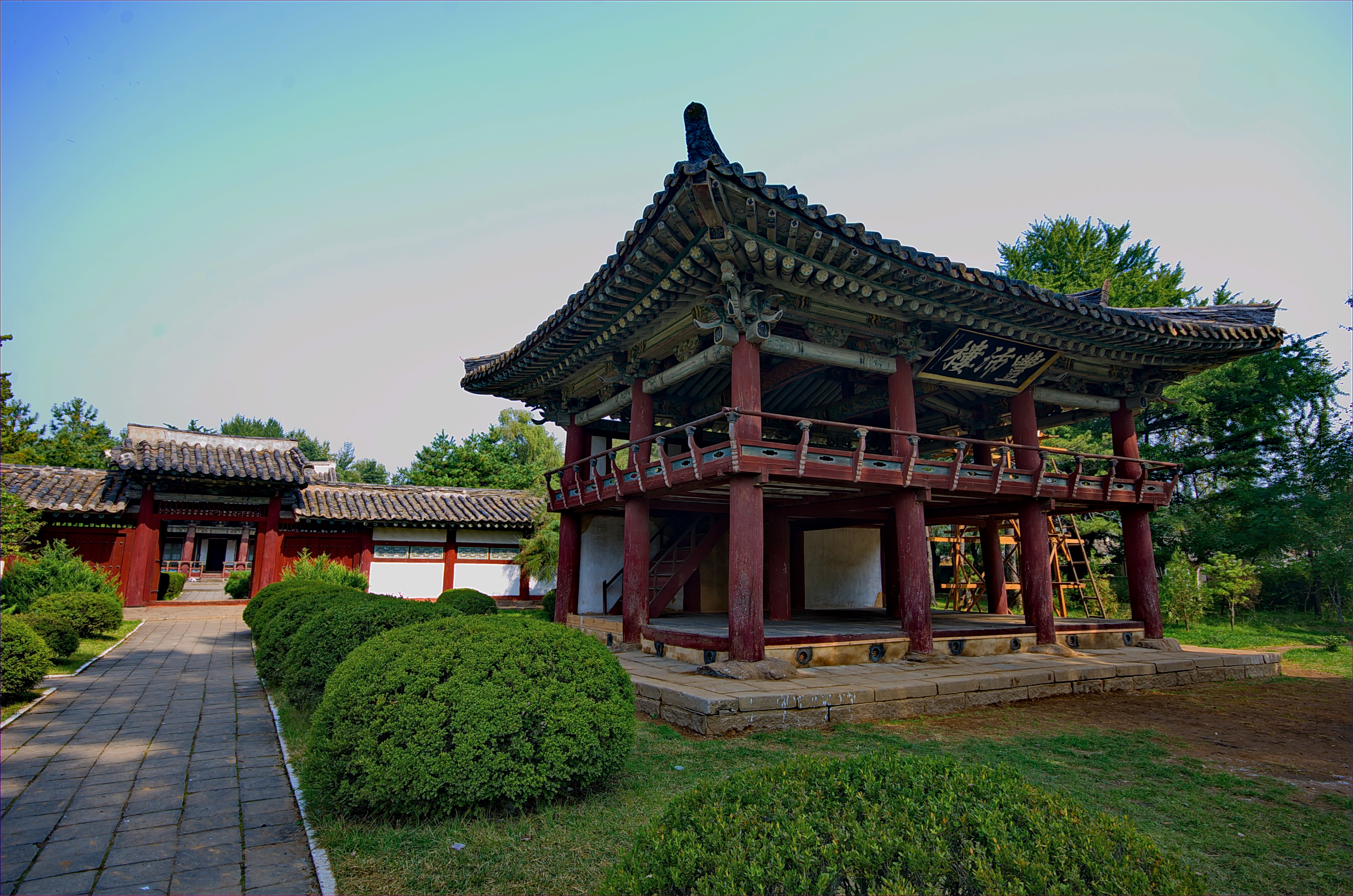
함흥본궁 풍패루
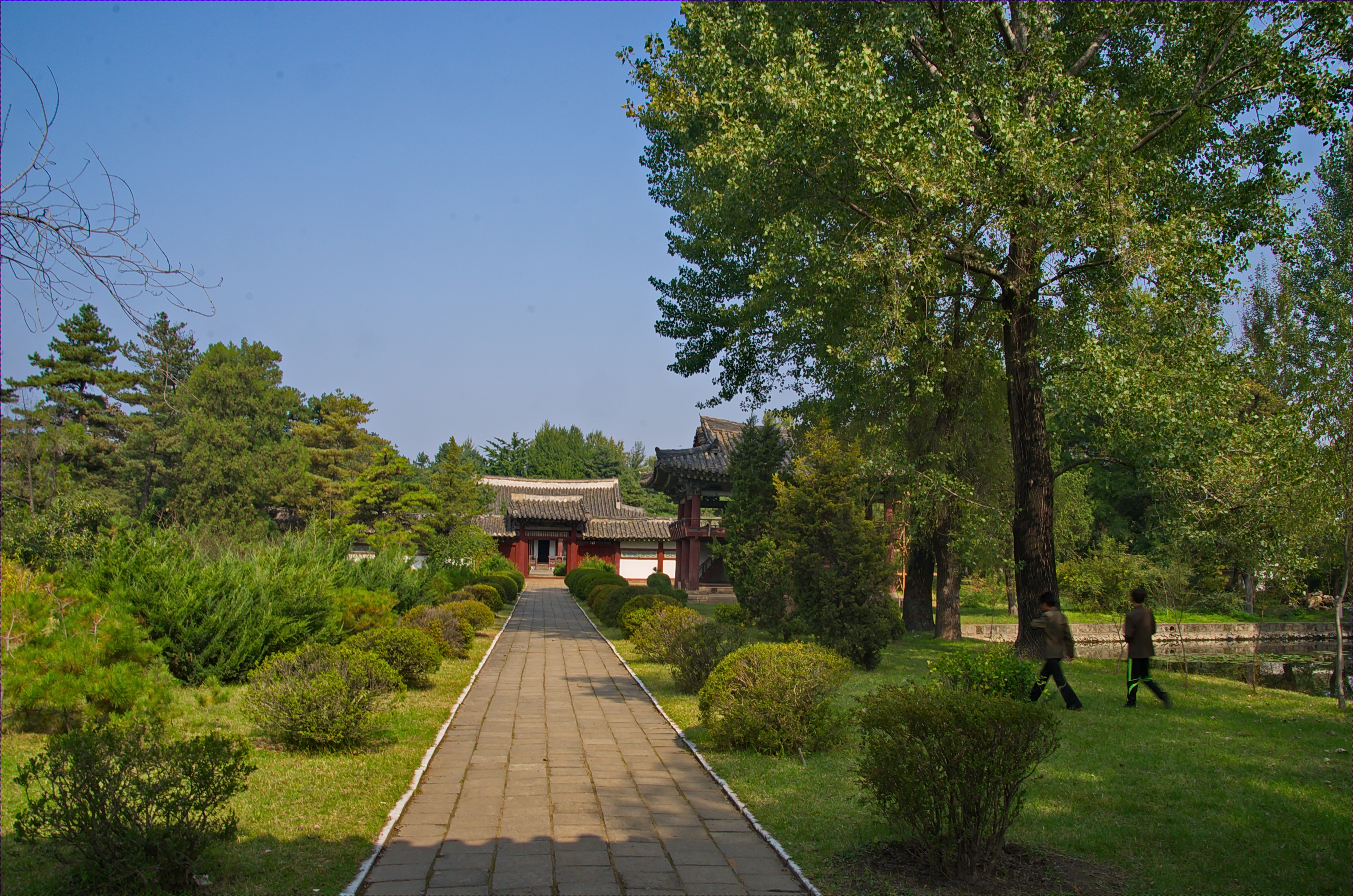
함흥본궁
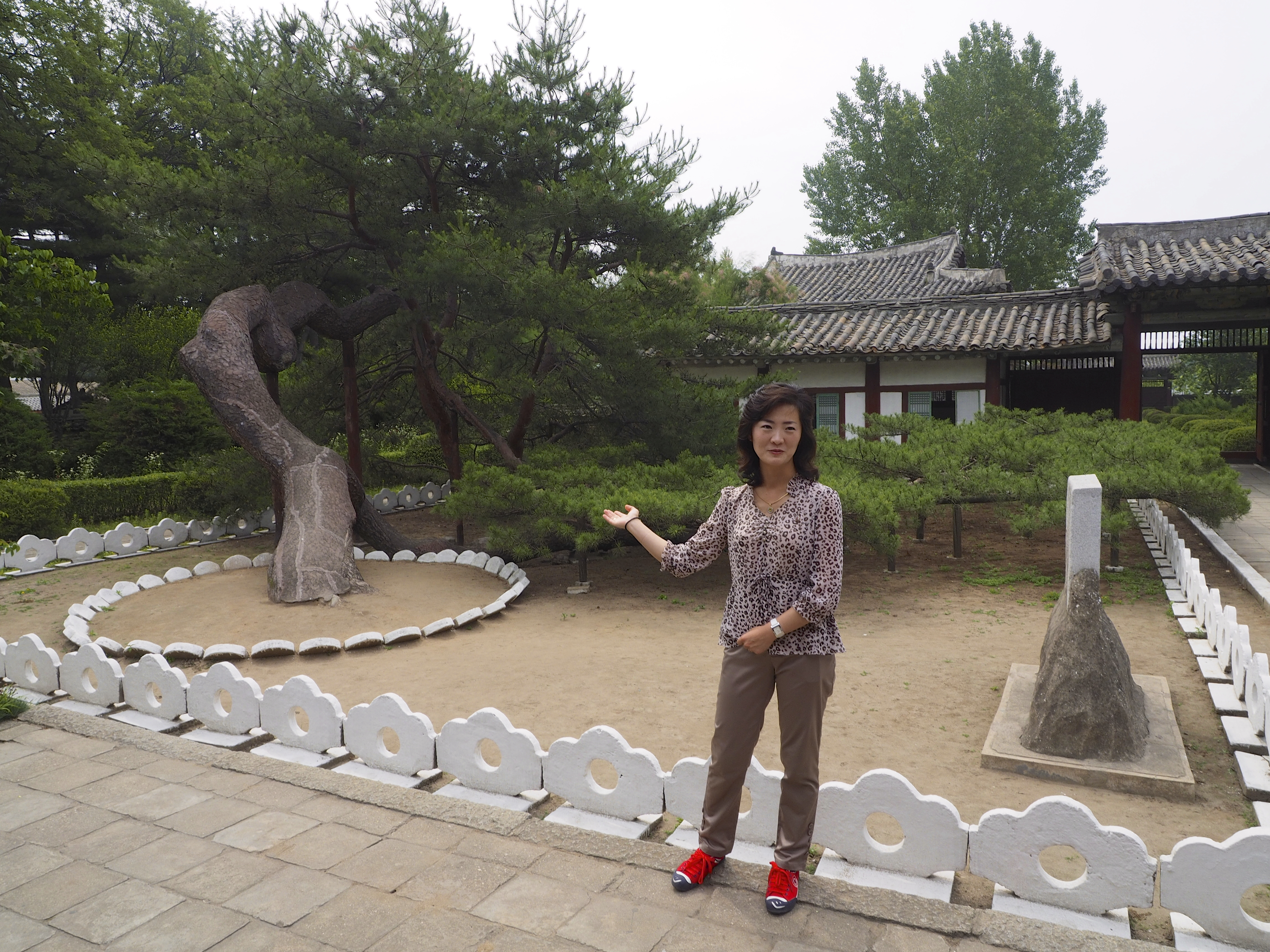
함흥본궁 안내원
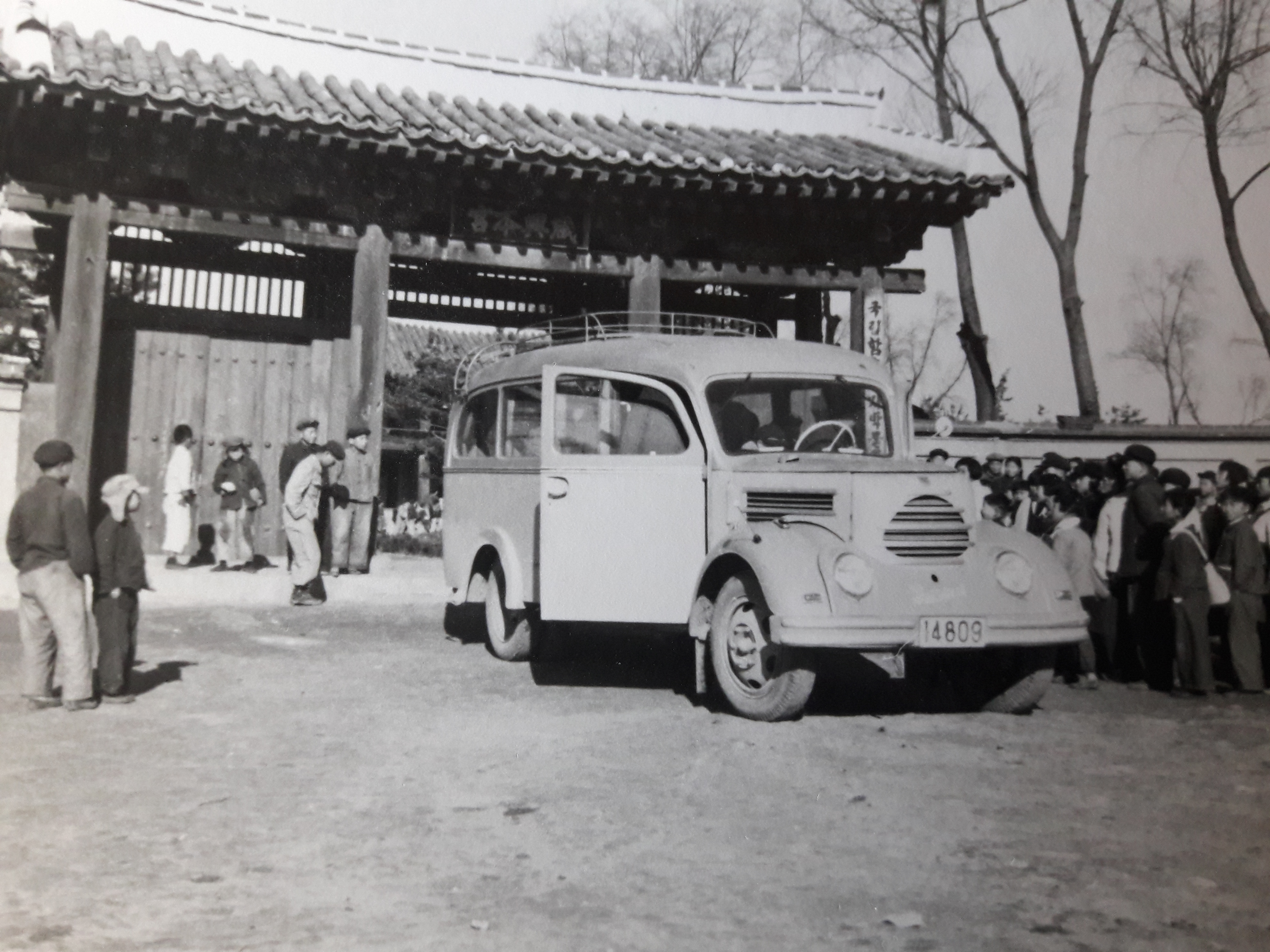
동독 함흥시 재건단(DAH) 멤버(1950년대)